# طائر النوء الجوانيني
طائر النوء الجوانيني (الاسم العلمي:   Bulweria  fallax) (بالإنجليزية: Jouanin's  Petrel)‏ هو طائر ينتمي إلى طيور بترل (فصيلة: Procellariidae).